# Ansorge-bülbül
Az Ansorge-bülbül (Eurillas ansorgei) a madarak osztályának verébalakúak (Passeriformes) rendjébe és a bülbülfélék (Pycnonotidae) tartozó családja tartozó faj.

## Rendszerezése
A fajt Ernst Hartert német ornitológus írta le 1907-ben, az Andropadus nembe Andropadus ansorgei néven. Sorolták a Pycnonotus nembe Pycnonotus ansorgei néven is. Magyar és tudományos faji nevét William John Ansorge brit orvos és kutató tiszteletére kapta.

## Alfajai
- Eurillas ansorgei ansorgei (Hartert, 1907) – nyugat-Guineától Togóig és délközép-Nigériától dél-Kongói Köztársaságig és északkelet- kelet- és közép-Kongói Demokratikus Köztársaságig, délnyugat-Uganda;
- Eurillas ansorgei kavirondensis (van Someren, 1920) – nyugat-Kenya.

## Előfordulása
Nyugat- és Közép-Afrikában, Elefántcsontpart, Egyenlítői-Guinea, Gabon, Ghána, Guinea, Kamerun, Kenya, a Kongói Demokratikus Köztársaság, a Kongói Köztársaság, a Közép-afrikai Köztársaság, Libéria, Nigéria, Sierra Leone Togo és Uganda területén honos.
Természetes élőhelyei a szubtrópusi vagy trópusi síkvidéki és hegyi esőerdők, valamint száraz erdők. Állandó, nem vonuló faj.

## Megjelenése
Testhossza 16 centiméter.

## Életmódja
Gyümölcsökkel, magvakkal és rovarokkal táplálkozik.

## Természetvédelmi helyzete
Az elterjedési területe rendkívül nagy, egyedszáma pedig stabil. A Természetvédelmi Világszövetség Vörös listáján nem fenyegetett fajként szerepel.